# Semesterferien (Fernsehserie)
Semesterferien ist eine 13-teilige Abenteuerserie mit Gerhart Lippert  und Raimund Harmstorf, die 1971 von der TV-Union Berlin im Auftrag des ZDF produziert wurde. Die Drehbücher wurden von Carl Darrow und Hans-Peter Renfranz erstellt.  Verantwortlich für die Kameraführung waren Helmut Bahr und Holger Wenck. Die Filmmusik steuerte Rolf Bauer hinzu. Regie führte der gebürtige Österreicher Ernst Hofbauer.

## Inhalt
Archäologie-Professor Chris Schulz doziert in Vorlesungen und Seminaren an seiner Universität regelmäßig über die Adlerberg-Kultur. Die Professoren Wienert und Hubschmied (Friedrich Schoenfelder) als seine Vorgesetzten mahnen ihn dafür ab. Der Grund: Ihrer Meinung nach gibt es für die Existenz einer solchen Kultur in der Bronzezeit keine ausreichenden Beweise und darum würde Professor Schulz mit seinen Ausführungen dem wissenschaftlichen Ruf der Universität schaden. Professor Schulz kontert, dass es genug Beweise geben würde, wenn man nur die entsprechenden Ausgrabungen vornehmen würde.
Schulz bietet an, in den Semesterferien die Ausgrabungen selbst vorzunehmen und die geforderten Beweise damit persönlich zu erbringen. Nachdem er darauf seine Professorenstelle verwettet hat, fährt er in Begleitung der Assistentin Ellen mit einem Land Rover über Österreich, Jugoslawien und Bulgarien nach Rumänien, immer der Theorie eines 4000 Jahre alten Handelswegs von Worms zum Schwarzen Meer folgend.
Um sein Ziel zu erreichen, sagt er den Urlaub mit seiner Verlobten ab, setzt sich dem permanenten Spott von Ellen aus, wagt sich an gefährliche Orte, legt sich allerorten mit örtlichen Autoritäten an und verbündet sich mit dem unterwegs von ihm aufgelesenen zwielichtigen Aussteiger Paul, der zum Schluss der Reise von seiner Vergangenheit eingeholt wird.
Schulz riskiert, beim Bergsteigen abzustürzen, in Höhlen zu ertrinken, vor Gericht zu kommen, von Dorfbewohnern gesteinigt zu werden, bei Sprengungen zu sterben und von Kriminellen ausgebootet zu werden. Bis zuletzt wird er immer wieder enttäuscht, denn er findet entweder nichts oder das Falsche, aber er handelt unerschütterlich nach seiner Überzeugung.
In der Doppelfolge zum Schluss der Serie entscheidet sich sein Schicksal. Am letzten Tag der Frist muss er zum Dieb werden und mit Kriminellen konkurrieren, um seine Theorie zu beweisen und nicht arbeitslos zu werden.

## Entstehung und Veröffentlichung
Gerhard Lippert war ein schon bekannter Fernsehdarsteller. Raimund Harmstorf spielte hier einen sympathischen, hippiehaften Aussteiger und sprach hier im Kontrast zu seiner Rolle als gewalttätiger „Seewolf“ mit seiner eigenen Stimme. Sein norddeutscher Akzent erinnert eher an Darsteller des Ohnsorg-Theaters als an Jack Londons Figur. Brigitte Mira spielte in einer Nebenrolle (Professorin Kaiser) die Kritikerin von Professor Schulz. Zu den weiteren Nebendarstellern gehören Günther Kieslich und Friedrich Schoenfelder.
Folgen
1. Wollen wir wetten
2. Bauer Birnbreiters Gruben
3. Der Graf und sein Schatz
4. Hockergrab gesucht
5. Gefährlicher Abstieg
6. Ein Orden für Herrn Oberst
7. Gesprengt wird übermorgen
8. Zahlen Sie um Mitternacht
9. Der Wilde von Karst
10. Zwischenfall in Bukarest
11. Rache für Petko
12. Fünf falsche Mönche
13. Die letzte Chance

Die Serie wurde von der auf Kleinauflagen spezialisierten Firma Pidax 2010 als DVD veröffentlicht.

## Belege und weiterführende Informationen
1. ↑  Für die Inszenierung zeichnet Ernst Hofbauer verantwortlich, der sein Geschick für abenteuerliche Stoffe schon bei 26 Folgen von „Percy Stuart“ unter Beweis stellte. Archiviert vom Original am 25. April 2012; abgerufen am 3. September 2011.
2. ↑  Auf ihrer Reise zum Schwarzen Meer treffen sie auf den Abenteurer Paul (Raimund Harmstorf), der sie von nun an begleitet. Abgerufen am 3. September 2011.
3. ↑  Um seine Stelle nicht zu verlieren, muss er die These in den Semesterferien mit Funden unterfüttern und beweisen. Abgerufen am 3. September 2011.

- Weitere Filmlinks:
- IMDb: Link |
- OFDb: Link |
- Schnittberichte: Link |
- bearbeiten